# Varteres Samurgašev
Varteres Varteresovič Samurgašev (in russo Вартерес Вартересович Самургашев?; Rostov sul Don, 9 settembre 1976) è un ex lottatore russo con cittadinanza armena, con specializzato nella lotta greco-romana.

## Palmarès

### Olimpiadi
- 2 medaglie:
  - 1 oro (Sydney 2000 nei 63 kg)
  - 1 bronzo (Atene 2004 nei 74 kg)

### Mondiali
- 2 medaglie:
  - 2 ori (Mosca 2002 nei 74 kg; Budapest 2005 nei 74 kg)

### Europei
- 3 medaglie:
  - 2 ori (Mosca 2000 nei 63 kg; Mosca 2006 nei 74 kg)
  - 1 argento (Seinaejoki 2002 nei 74 kg)

### World Cup
- 2 medaglie:
  - 2 argenti (Teheran 2005 nei 74 kg; Budapest 2006 nei 74 kg)